# Чорний лицар (серіал)
Чорний лицар (кор. 흑기사) — південнокорейський романтично-фентезійний серіал що транслювався щосереди та щочетверга з 6 грудня 2017 по 8 лютого 2018 року на телеканалі KBS2.

## Сюжет
В Сеулі мешкає дівчина на ім'я Чон Хе Ра. Колись вона була безтурботною донькою багатих батьків, але після того як батьки раптово померли родина повністю збанкрутіла. Зараз вона живе з тіткою та працює в турагенстві. Останнім часом на неї навалилась купа неприємностей. Тітка витратила останні заощадження на придбання занедбаного будинку який нібито підпадав під програму реконструкції, але реконструкцію скасували. Хлопець з яким вона зустрічалась виявився шахраєм, який лише вдавав з себе успішного прокурора а на справді був безробітним. Та й на роботі справи йшли не краще. І от в момент відчаю вона вирішує покінчити життя самогубством. Прийнявши пігулки, вона тікає з дому та засинає на лаві в сквері. В напівсвідомості Хе Ра починає пригадувати минуле. Вона згадує що колись, коли її родина була багата, їй в подарунок до різдва замовили в елітному ательє пальто яке вона так і не забрала. Раптово їй здається що як би вона тоді отримала те пальто її життя було б іншим. Остаточно прийшовши до тями від холоду, Хе Ра посеред ночі вирішує забрати замовлення яке було зроблено понад 15 років тому. На диво, ательє нікуди не зникло, і все так же працює в непомітному провулку. На подив Хе Ри власниця майже одразу пригадує її та виносить на примірку те саме пальто з її сну. Чудове кашемірове пальто ідеально сидить на Хе Рі, хоча мірки були зняті з неї у підлітковому віці. На здивовані запитання Хе Ри власниця віджартовується та на додачу пропонує відвезти Хе Ру додому…
Вранці Хе Ра просинається на канапі у своєму домі від поштовхів подруги яка прийшла до неї стурбована тим що Хе Ра тривалий час не відповідала на дзвінки. Спочатку Хе Рі здаються всі події минулої ночі лише сном викликаним пігулками, але невдовзі вона помічає те саме пальто на спинці стільця. Надівши його, Хе Ра вирушає на роботу, і як не дивно її життя починає одразу змінюватись. Першого ж дня керівництво відправляє її у закордонне відрядження до Європи. Через декілька днів, прогулюючись Любляною, Хе Ра випадково знайомиться з впливовим молодим бізнесменом на ім'я Мун Су Хо. Ця зустріч докорінно змінює життя Хе Ри. З'ясовується що Су Хо давно розшукував її бо з юності був в неї закоханий. Але їх спільна історія почалась набагато раніше.
Виявляється що вони кохали один одного навіть у попередньому житті. Понад 200 років тому, в епоху Чосон, молодий дворянин Лі Мьон Со покохав привабливу рабиню Бун Ї, яка була служницею його нареченої за домовленістю Чхве Со Рін. Але в ті часи такі відносини не могли привести до чогось доброго. Невдовзі закохані загинули, а винна в їх смерті була проклята на вічне неприкаяне життя.

## Акторський склад

### Головні ролі
- Кім Ре Вон — у ролі Мун Су Хо / Лі Мьон Со[1]. Зараз Су Хо впливовий бізнесмен якому весь час щастить в справах, але колись він був бідним сиротою зі шрамом на обличчі якого приютили в багатій родині.
- Сін Се Кьон — у ролі Чон Хе Ри / Бун Ї[2]. Попри численні негаразди в житті, Хе Ра завжди намагалась бути веселою і бадьорою та з надією дивитись вперед. Але одного разу, втративши надію на краще майбутнє, вона мало не покінчила життя самогубством. Але невдовзі одна зустріч змінила все її життя.
- Со Чі Хє — у ролі Шерон / Чхве Со Рін[3]. Власниця елітного ательє. В минулому через ревнощі вона скоїла сташний гріх, покаранням за який стало безсмертя. Але навіть після 200 прожитих років вона не вважає себе нівчому винною.
- Чан Мі Хї[en] — у ролі Чан Бек Хї. Парфумер та авторка таємничіх оповідань про епоху Чосон. Після скоєного в минулому великого гріха її прокляттям стало безсмертя. Після понад 250 років життя, її нарешті випадає шанс позбутись прокляття.

### Другорядні ролі

#### Головні герої в підлітковому віці
- Сон Ю Бін[en] — у ролі Мун Су Хо. Підліток якого після смерті батьків приютив батько Хе Ри. Мав величезний шрам на щоці.
- Пак Га Рам[ko] — у ролі Чон Хе Ри. Старшокласниця яку замість навчання більш цікавлять романтичні історії.
- Лі Чі Ин[ko] — у ролі Чхве Со Рін.

#### Люди навколо Хе Ри
- Кім Хьон Чжун[ko] — у ролі Чхве Чі Хуна. Колишній хлопець Хе Ри з яким вона розірвала стосунки після того як дізналась що він шахрай.
- Хван Чон Мін[ko] — у ролі Лі Сук Хї. Тітка Хе Ри. Стара діва.
- Сін Со Юль[en] — у ролі Кім Йон Мі[4]. Подруга Хе Ри. Власниця магазину. Наречена Пак Гона.
- Пак Сон Хун — у ролі Пак Гона. Син впливового бізнесмена. Звик підкорятись у всьому батьку, але його завжди тяготили батьківські методи ведення бізнесу.
- Кім Бьон Ок[en] — у ролі Пак Чхуль Міна. Батько Пак Гона. Друг батька Хе Ри. Не чистий на руку бізнесмен який звик добиватись свого будь-якими методами. В юності закохався в Шерон і не міг забути її все своє життя.
- Лі Син Хьон[en] — у ролі батька Хе Ри.
- Кім Гьоль[ko] — у ролі головного менеджера турагенства де працює Хе Ра.
- Ча Чон Хва — у ролі менеджерки відділу де працює Хе Ра.
- Хан Чі Сон[ko] — у ролі Кан Чу Хї. Молодша колега Хе Ри.

#### Інші
- Чон Чін[ko] — у ролі відданого секретаря Су Хо.
- Мін Чхан Гі[ko] — у ролі Мін Чан Гі. Молодий співробітник в компанії Су Хо.
- Кім Соль Чжін[ko] — у ролі Ян Син Гу. Дивакуватий помічник Шерон.
- Сон Сам Дон[ko] — у ролі Чом Бока (епоха Чосон) / Чхве Чан Бін (наш час).

## Рейтинги
- Найнижчі рейтинги позначені синім кольором, а найвищі — червоним кольором.

| Серія    | Прем'єра       | Рейтинг        | Рейтинг      | Рейтинг        | Рейтинг     |
| Серія    | Прем'єра       | TNmS Ratings   | TNmS Ratings | AGB Nielsen    | AGB Nielsen |
| Серія    | Прем'єра       | По всій країні | Сеул         | По всій країні | Сеул        |
| -------- | -------------- | -------------- | ------------ | -------------- | ----------- |
| 1        | 6 грудня 2017  | 8%             | 8%           | 6,9%           | 7%          |
| 2        | 7 грудня 2017  | 8.1 %          | 8%           | 9,3 %          | 9,8 %       |
| 3        | 13 грудня 2017 | 8,8 %          | 9,8 %        | 7,9 %          | 7,9 %       |
| 4        | 14 грудня 2017 | 9,8 %          | 10,4 %       | 9,1 %          | 8,9 %       |
| 5        | 20 грудня 2017 | 10,6 %         | 10,5 %       | 10,4 %         | 10,6 %      |
| 6        | 21 грудня 2017 | 10,9 %         | 11,4 %       | 11,1 %         | 11,5 %      |
| 7        | 27 грудня 2017 | 10,9 %         | 10,7 %       | 11,6 %         | 12 %        |
| 8        | 28 грудня 2017 | 13% (4-й)      | 13 %         | 13,2 %         | 12,8 %      |
| 9        | 3 січня 2018   | 10 %           | 9,3 %        | 9,2 %          | 8,7 %       |
| 10       | 4 січня 2018   | 10,3 %         | 10,9 %       | 10,6 %         | 11,2 %      |
| 11       | 10 січня 2018  | 9,4 %          | 9,7 %        | 9,8 %          | 10,2 %      |
| 12       | 11 січня 2018  | 9,5 %          | 9,6 %        | 9,9 %          | 9,9 %       |
| 13       | 17 січня 2018  | 8,8 %          | 9,6 %        | 7,9 %          | 7,1 %       |
| 14       | 18 січня 2018  | 8,7 %          | 9,1 %        | 8,3 %          | 7,9 %       |
| 15       | 24 січня 2018  | 8,2 %          | 8,3 %        | 8,7 %          | 8,7 %       |
| 16       | 25 січня 2018  | 9,3 %          | 9,4 %        | 8,6 %          | 8,5 %       |
| 17       | 31 січня 2018  | 11,1 %         | 11,3 %       | 9,1 %          | 8,9 %       |
| 18       | 1 лютого 2018  | 11 %           | 11,4 %       | 9,5 %          | 9,1 %       |
| 19       | 7 лютого 2018  | 9,6 %          | 9,8 %        | 8,7 %          | 8,7 %       |
| 20       | 8 лютого 2018  | 12,9 %         | 13,2%        | 13,9% (4-й)    | 14,3% (2-й) |
| середній | середній       | 9,9%           | 10,2%        | 9,7%           | 9,7%        |

## Нагороди
| Рік  | Нагорода               | Категорія                                 | Отримувач   | Результат | Прим.       |
| ---- | ---------------------- | ----------------------------------------- | ----------- | --------- | ----------- |
| 2018 | 32-га Премія KBS драма | Нагорода за високу майстерність (акторки) | Чан Мі Хї   | Перемога  | [ 5 ] [ 6 ] |
| 2018 | 32-га Премія KBS драма | Кращий новий актор                        | Пак Сон Хун | Перемога  | [ 5 ] [ 6 ] |